# Semnan
Semnan (Persiano:سمنان) è una città dell'Iran settentrionale, capoluogo della provincia omonima. Ha una popolazione di 124 999 abitanti (dato del 2006). Si trova a 1138 m s.l.m. ai piedi dei monti Alborz (versante sud).
Vicino Semnan è stata costruita una base missilistica, da cui nel 2009 è stato lanciato il satellite iraniano Omid. La città ha industrie tessili e di auto-moto veicoli, produce tappeti ed ospita il mercato regionale dei cereali e del cotone.

## Luoghi d'interesse
- La moschea Imam Khomeini[2].
- Il mausoleo Hazrat Ali-ebne Ja'far[3].
- La moschea Tarikhaneh[4].